# Годжиразавр
Годжиразавр (лат. Gojirasaurus, от яп. ゴジラ — Годзилла) — род крупных (длина оценивается в 5,5 м) триасовых динозавров-теропод надсемейства целофизоид. Представлен единственным видом Gojirasaurus quayi. Обитал в норийском веке триасового периода на территории Северной Америки, ископаемые остатки известны из формации Булл-Каньон рядом с Ревуэльто-Крик, Нью-Мексико. Возможно, название Gojirasaurus является синонимом Coelophysis.

## Открытие и классификация
В середине 1980-х годов при раскопках триасовой формации Булл-Каньон (Купер-Каньон) в Нью-Мексико были обнаружены костные остатки, принадлежавшие крупному (по триасовым меркам) динозавру-тероподу, первоначально классифицированные как остатки неизвестного вида прокомпсогнатид. В их число входили части зубов, позвонки, лопаточная, лобковая и большеберцовая кости — в общей сложности шесть единиц хранения. В диссертационной работе 1994 года была предпринята попытка на основании особой формы лопатки, лобковой кости и спинных позвонков описать остатки как новый вид герреразаврид — Revueltosaurus lucasi, однако в описание были также включены окаменелости, по-видимому, принадлежавшие другим архозаврам, в том числе из рода Shuvosaurus, относящегося к псевдозухиям.
В 1997 году окаменелости с Ревуэльто-Крик послужили голотипом для описания нового вида целофизоидов Gojirasaurus quayi. Автором описания был американский палеонтолог Кеннет Карпентер, образовавший имя нового таксона от имени киномонстра Годзиллы (транслитерация с японского Gojira, хотя в английских источниках обычно Godzilla) и названия округа Квэй в Нью-Мексико, где были обнаружены окаменелости. Однако существуют сомнения в том, что это отдельный вид, поскольку костные остатки сильно разрознены и только большеберцовая и лобковая кости однозначно принадлежат динозавру-целофизоиду, а лопатка — как минимум тероподу. В то же время остатки зубов могут принадлежать практически любому архозавру, а позвонки, за исключением размеров, неотличимы от известных позвонков шувозавров. Таким образом, возможно, что годжиразавр на самом деле представляет собой химеру, основные части которой принадлежат крупному целофизу.

## Внешний облик ипалеоэкология
Опираясь на размеры большеберцовой кости, Карпентер оценил общую длину тела годжиразавра в 5,5 м, что являлось одним из крупнейших показателей для теропод верхнего триаса, сопоставимым к тому времени только с крупнейшими дилофозаврами и двумя известными экземплярами лилиенштернов. В «Принстонском полевом определителе динозавров» общая длина годжиразавра оценивается в 6 м, а масса тела в 150 кг. Разрозненный характер костных остатков, в том числе отсутствие черепа, не позволяет определить, был ли у этого вида костяной гребень на голове.
Во времена существования годжиразавра современная территория юго-запада США характеризовалась влажным климатом и была покрыта густыми хвойными лесами. Крупные тероподы, такие, как годжиразавр, охотились в этих краях на прозавропод и текодонтов.